# Коста Скутунов
Константин Георгиев Скутунов е български морски офицер и капитан.

## Произход и образование
Константин (Коста) Скутунов е роден на 10 април 1890 г. в Шумен в семейство на опълченец от Руско-турската война (1877 – 1878). Баща му емигрира в Румъния като юноша, но през 1877 г. се завръща в България, за да се запише като доброволец в 5-та дружина от Българското опълчение. Участва в боевете при Шипка, където е и ранен. След Освобождението постъпва на служба във войската като свръхсрочен старши подофицер. Командва взвод по времето на Сръбско-българската война. След края й става търговец, като отваря малък бакалски дюкан. Заради участието си в Опълчението получава доживотна пенсия от 42 лв. месечно. 
Първоначално Константин учи в родния си град, като завършва Шуменското педагогическо училище. В периода 1903 – 1910 г. е приет като стипендиант във Военното училище в София като син на опълченец и на 04.09.1910 г. е произведен в чин подпоручик от артилерията. През 1924 г. се дипломира и в Свободния университет за политически и стопански науки в София (днес УНСС).

## Военна кариера
По време на Първата балканска война Скутунов участва в боевете при превземането на Одринската крепост като командир на батарея. На 5 август 1913 г. е произведен в чин поручик и е назначен за адютант на инспектора на артилерията в Министерството на войната генерал Пантелей Ценов. В началото на 1914 г. е изпратен да учи в Руското военноморско училище, което завършва в края на 1915 г. с чин мичман II ранг и е назначен за командир на бреговата батарея на нос Галата. По време на Първата световна война Скутунов е ротен командир на Радиотелеграфната рота във флота. Скоро след това поема командването на миноносец „Строги“. На 16 март 1917 г. е произведен в чин капитан и става адютант на началника на флота полковник Константин Кирков. От февруари 1918 г. е командирован да учи за офицер на подводница в Германското подводно училище в град Екернфьорде, а по-късно същата година постъпва на обучение в Торпедното училище във Фленсбург, като след завършването му отива на практическа специализация в германската морска база на остров Хелголанд.
Завръща се в България на 1 май 1919 г. Срещата на Скутунов с Иван Багрянов, по това време адютант на цар Борис III и бъдещ министър-председател, става повод за запознаването му с българския монарх в прочутата Бурмова къща. На 24 юли 1919 г. Скутунов е назначен за командир на минна рота, имаща за задача прочистването на Варненския залив от минните заграждения от войната. Тук покрай усилената и отговорна служба Скутунов се запознава с бъдещия английски адмирал Уейстейл. Половин година след първата си среща с цар Борис III Скутунов отново се среща с него, като попада в ситуация, която се оказва решаваща за следващите години от живота му. Цар Борис III, нямайки търпение да посрещне завръщащите се по море български военнопленници от Корсика, излиза в бурно море с моторница, управлявана от Скутунов. Рискувайки живота си, монархът успява да се качи на борда на кораба. След това приключение, в което емоциите надделяват над разума, Борис III оценява характера и познанията на Скутунов и на 7 май 1920 г. го назначава за свой адютант. На 12 август 1920 г. Скутунов е произведен в чин майор, а от 31 март 1921 г. преминава временно в запаса. В периода 1920– 1928 г. освен адютант на царя Скутунов е военен комендант на Двореца в София и титулярен капитан на царската лодка „Вяра“.
От 1928 г. е назначен за началник на отделение „Пристанища и корабоплаване“ при Дирекцията на пристанищата в Министерството на железниците, пощите и телеграфите. След 09.09.1944 г. К. Скутунов е арестуван, но след намесата на Васил Коларов е освободен. През 1950 г. Скутунов е привлечен като военен сътрудник към Военноисторическата комисия към Генералния щаб на българската армия и участва в изграждането на Музейния комплекс „Шипка“. През 1962 г. Скутунов пише спомените си от времето на службата си в двореца и издава книгата „Бурни времена. Цар Борис III отблизо“, в която разкрива непознати факти и събития от живота на царя. Автор е на редица книги по морско дело и по военна история, сред които са „Запис¬ки по морската война“ (1923), „Катехизис за служещите при пристанището“ (1932), „България във война с Англия и САЩ през 1941 – 1944 г.“ (1954), „Германо-съветската война 1941 – 1943 г.“ (1952) и др.
Почива на 11 юли 1965 г. в София.